# 馬庭念流
馬庭念流（まにわねんりゅう）は、樋口家第17代当主・樋口定次が友松氏宗より学んだ念流を元に確立した、剣術を中心に長刀術（薙刀術）、槍術も伝える古武道の流派である。

## 概要
樋口家に伝わる家系によると、相馬四郎義元入道慈恩が念流を生み出した人物とされる。天正の頃、念流7世の眼医友松偽庵が中国地方から上州多胡郡馬庭村（現、群馬県高崎市吉井町馬庭）を訪れ、樋口定次に剣法を教えたところ、定次は念流を体得し念流8世を継いだ。念流中興の祖であり、馬庭村に伝わる念流という意味で、馬庭念流とよばれた。群馬県下に門人が多く、赤堀村本間仙五郎は永代免許を許され、馬庭念流からの派生で本間念流を呼称したという。
馬庭念流樋口家が行った奉納額は、1797年（寛政9年）から1857年（安政4年）までに14件で、地元上州から江戸・鎌倉、金刀比羅宮にまで拡大しており、馬庭念流の盛行を顕著に示している。また、1823年（文政6年）4月、伊香保温泉の鎮守伊香保神社の奉納額掲額をめぐって、北辰一刀流の千葉周作と馬庭念流一門との間にあわや大乱闘という騒動（伊香保神社掲額事件）が勃発、西原好和が『伊香保額論』を執筆し、これを曲亭馬琴が『兎園小説』に収録したため、馬庭念流の名前が世に知られることになった。
木刀を使用する形稽古のほか、ヘッドギアのような独特の防具を着用し、袋竹刀で試合稽古を行う。防具は門弟が自作している。現在は形稽古が基本であり、体作りに10数年、表五本の初期の習得だけで5 - 6年、長刀や裏で10数年、組や槍までとなると20年以上の年月が必要とされる。
坂口安吾は『馬庭念流のこと』で、「24代もうちつづく伝統の家なら自然豪族風や教祖風になりそうなものだが、そういう風がミジンもなくて、しかも今日も尚伝統をつたえているところがすばらしい」「「無構え」というヘッピリ腰が面白い。しかしよくよく見ると恐しい構えである。百メートル走者の疾走中の瞬間写真のような体形が基本になっている。空中を走る姿を地上に置いたのが無構えで、したがって、いきなり飛びだすに一番都合のよい体形だ。竹刀は横にかまえてブラブラと足とともにハズミをつけているが、力は常に後ろ足にある、斬りこむ速力と万能の攻防一体の攻撃の剣法である。スキは無いが、あえてスキを見せることで相手を誘う。常に真を狙う。完全に実戦から生れて育ったままの剣法で、お体裁というものが全く見られない」と賞賛する。矢留術などは現在は行われていない。
高崎市の重要無形文化財に指定されている（1999年（平成3年）1月23日指定）ほか、「馬庭念流道場及び関係文書」が群馬県指定史跡となっている。

## 歴代系譜
1. 相馬四郎義元入道慈恩 - 初祖、後に「念阿弥」「慈恩」「念大和尚」と称す
2. 赤松三首座禅師慈三−念流2世、慈恩の弟
3. 小笠原東泉房甲明 − 念流3世
4. 小笠原新次郎氏綱 − 念流4世
5. 小笠原備前守氏景 - 念流5世
6. 小笠原庄左衛門尉氏重 - 念流6世
7. 友松清三藤原氏宗 - 念流7世、偽庵、眼医者
8. 樋口又七郎源定次 - 天正19年2月（1591）念流8世の印可を受ける、これより樋口家にて相伝
9. 樋口頼次 - 念流9世、定次の弟、通称主膳
10. 樋口定久 - 念流10世
11. 樋口定勝 - 念流11世、寛永御前試合に出ている
12. 樋口定貫 - 念流12世
13. 樋口将定 - 念流13世、江戸赤坂道場に赤穂藩士堀部武庸が在籍
14. 樋口定暠 - 念流14世、老中松平定信に謁見し演武を披露
15. 樋口定広 - 念流15世
16. 樋口定雄 - 念流16世、小石川に道場を開いて隆盛
17. 樋口定輝 - 念流17世、定雄の弟、文政年間に伊香保神社掲額事件（北辰一刀流千葉周作との抗争）が起きる
18. 樋口定伊 - 念流18世、定輝の嫡子で17歳の時に家督を継ぎ、「矢留の術」を再興
19. 樋口定高 - 念流19世、横浜に道場建造
20. 樋口定広 - 念流20世、1867年「傚士館」道場建造
21. 樋口定督 - 念流21世
22. 樋口定英 - 念流22世
23. 樋口定周 - 念流23世
24. 樋口定広 - 念流24世
25. 樋口定仁 - 念流25世、現当主、平成10年1月18日継承

## 形
馬庭念流の形として、以下のような形が挙げられている。「表五本」から始まり、動きの激しい「裏三本」、長尺物の「長刀五本」「槍五本」を学ぶほか、念流独特の業である「抜け」と「見切り」を学ぶ「組十本」がある。
表五本
上畧、下畧、中畧、無構、合掌
附（裏三本）
切送、上段切（上段打込）、三段切
裏五本（組十本）
其一
打込乱勝、逆入、屏風反、太刀捌、合掌崩
其二
獅子峰下、中墨、中央大詰、澄入、獅子奮迅
附太刀之事
上段之附、中段之附、下段之附、左構之附、右構之附
手之裡之事
切手之裡、流手之裡、請手之裡、捨手之裡、乘手之裡、縮手之裡、詰手之裡、挫手之裡、引下手之裡
長刀五本
上畧、下畧、中畧、込手、開手
槍五本
上畧、下畧、中畧、突き払い、上下の突き

## 馬庭念流道場
馬庭念流道場は、長屋門の東側を土間の物置、西側を道場とした建築である。切妻造・瓦葺で、桁行13間（24.7 m）梁間3間（5.7 m）の規模である。本建物は「俲士館」と称し、北側の道場入口上部に掲げられた額の刻銘から慶応3年（1867年）の建築であることが分かる。